# Marzigetta
Marzigetta — рід совкових з підродини совок-п'ядунів, який зустрічається в Південній Америці.

## Систематика
У складі роду:
- Marzigetta asynetalis Dyar, 1918
- Marzigetta obliqua Dyar, 1918